# Ейнгард

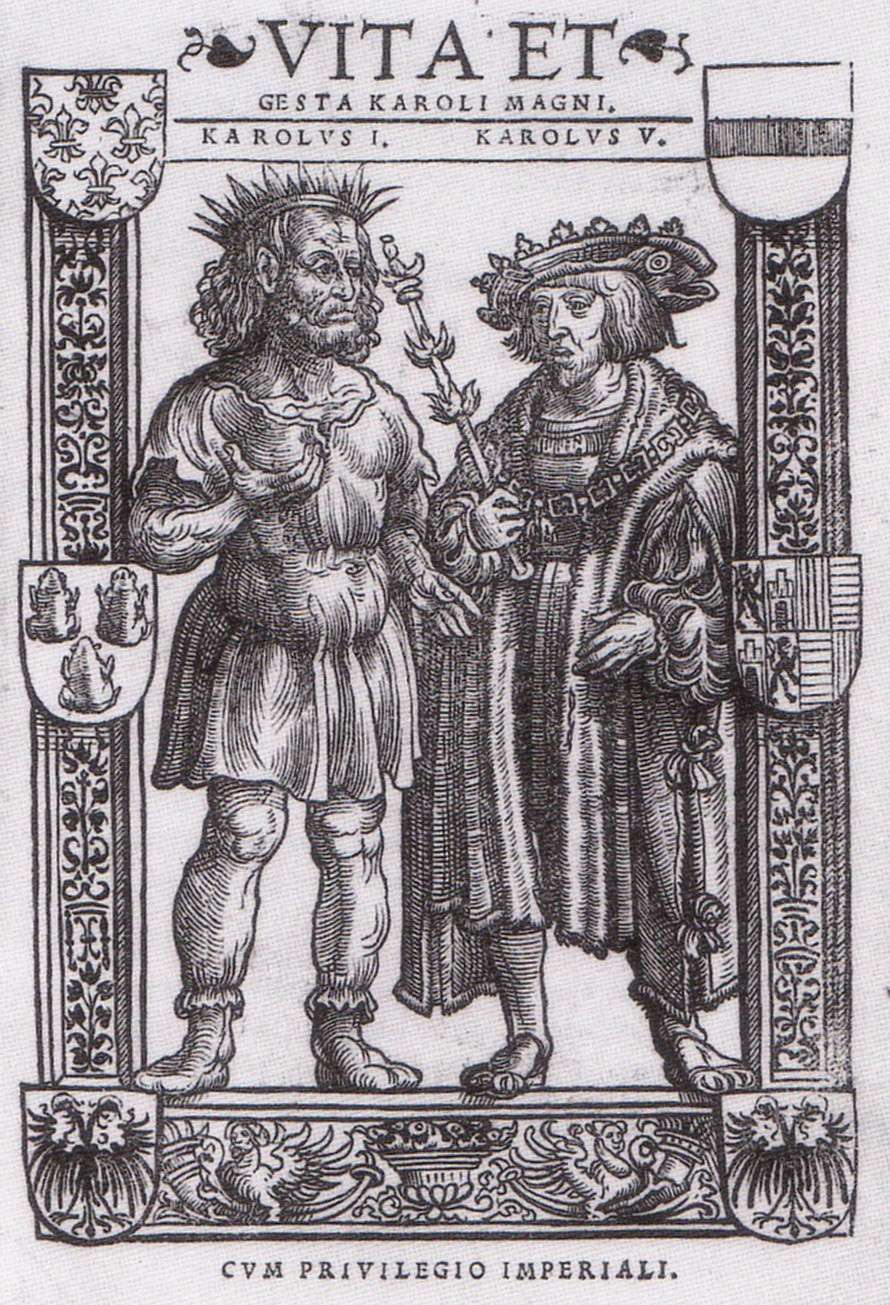
Перше видання Vita Caroli. Кельн. 1521. Зображені Карл Великий і Карл V

Ейнгард (лат. Einhardus aut Eginhardus, нім. Einhard auch Eginhard; близько 770, Фульда — 14 березня 840, монастир Зелігенштадт) — франкський вчений, історик і письменник. Один з найголовніших діячів періоду Каролінзького Відродження у Франкському королівстві, сподвижник Карла Великого.

## Біографія
Народився близько 770 року у Майнгау (про що збереглося свідчення Валафріда Страбона), Франконія. Можливо він походив із франкської знаті. Початкову освіту здобув у Фульдському монастирі, згодом був направлений абатом Вагуольфом до двору Карла Великого, де став членом придворного наукового гуртка — так званої Академії. Тут, мабуть, нічого надзвичайного не зробив. Відомо тільки те, що він був посланцем імператора до папи Лева III. Також є відомості, що у 813 році Ейнгард радив Карлу Великому зробити Людовика Благочестивого співімператором, за що був у великій пошані у Людовика, останнього короля об'єднаного Франкського королівства. Політичну кар'єру Ейнгард зробив за часів правління Людовика Благочестивого (правив у 814-840 роки), коли став особистим секретарем імператора, а потім і наставником його старшого сина Лотара. Щедрість імператора зробила Ейнгарда великим землевласником. Під час міжусобиць 820-их років Ейнгард намагався бути посередником між імператором та його синами, але ця роль виявилася вченому не під силу. У 830 році він залишив королівський двір і поселився в Зелігенштадті, в одному з численних монастирів, подарований йому Людовиком Благочестивим. Будучи світським абатом, в останні роки життя він більше займається справами благочестя. Але вже в ці роки у нього починаються проблеми зі здоров'ям. У 836 році він втрачає дружину Імму, про яку майже нічого не відомо. А 14 березня 840 року помер і сам Ейнгард. Його гробниця перебуває в базиліці міста Зелігенштадта.

## Діяльність

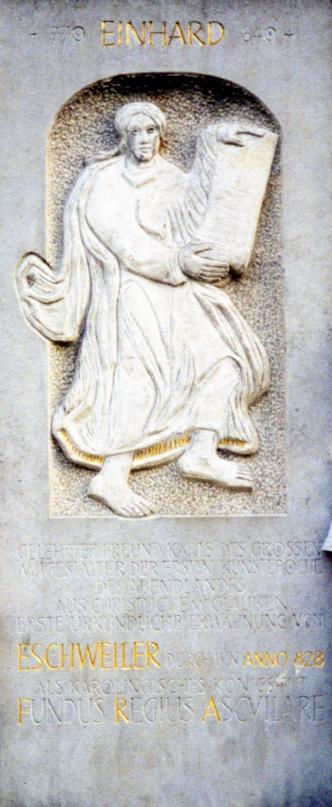
Пам'ятник Ейнгарду

Відомо, що Ейнгард був невеликого зросту, гострого розуму, прекрасно освічений, врівноважений і впевнений у собі. Він був лідером палацового гуртка інтелектуалів і поетів. Крім того, він славився як умілець — з огранювання каменю і роботі по металу та дереву, а також займався будівництвом та архітектурою (керував будівництвом собору в Аахені і палацу в Інгельхаймі. Ейнхард збирав стародавні латинські рукописи, добре розбирався в античній літературі. Також відомо, що він був автором багатьох історичних та літературних праць. Латинська мова була не рідною для Ейнгарда, тому він був залежний від античних авторів, особливо щодо знаходження вдалих висловлювань. Ейнгард є автором «Життя Карла Великого», яку написав літературною латинською мовою. Ця біографія за обсягом складається з 33 глав і написана у наслідуванні Светонія. Від неї збереглося понад вісімдесят списків. Інший його твір «Перенесення мощей та чудеса святих Марцелліна та Петра», що складався з чотирьох книг. Крім цього зберігся 71 лист, написаних Ейнгардом у 816-840 роках). Останній його твір — «Книжечка про шанування хреста» знаходиться в його листі до Лупа. Збереглося шість документів, складених Ейнгардом, два з них з точними датами — 19 квітня 788 року і 12 вересня 791 року. Крім цих творів Ейнгарду приписують поему «Карл Великий і папа Лев», крім нього авторами даної праці називають Модуіна і Ангільберта. Перші дві книги поеми не збереглися, а третя дійшла не повністю — всього 536 гексаметрів. Ейнгард також вважається автором виправленої версії «Анналів королівства франків», яка так і називається — «Так звані аннали Ейнгарда».

## Цікаві факти
- Коли Ейнгард побудував каплицю в Оденвальді, йому закортіло освятити її присутністю яких-небуть святих мощей. Він навіть порозумівся з якимсь пройдисвітом Деусдоном, який вів прибуткову торгівлю святими артефактами. В 827 році у Рим був відправлений секретар Ратлег, який викопав там, за одну ніч мощі святого Марцеліна, а в другу святого Петра. Це було не що інше, як звичайне злодійство, яке за законом каралося стратою. Мощі спочатку таємно, а коли небезпека минула, то й відкрито були доставлені і поховані в землі що, належали Ейнгарду[2]. Пізніше Ейнгард написав оправдальний твір «Перенесення мощей та чудеса святих Марцелліна та Петра».